# Jasienica Dolna (stacja kolejowa)
Jasienica Dolna – stacja kolejowa w Jasienicy Dolnej, w województwie opolskim, w powiecie nyskim, w gminie Łambinowice, w Polsce.

## Ruch pasażerski
| Rok  | Wymiana pasażerska na dobę |
| ---- | -------------------------- |
| 2017 | 50-99                      |
| 2022 | 50-99                      |